# Dry Ridge
Dry Ridge é uma cidade localizada no estado americano de Kentucky, no Condado de Grant.

## Demografia
Segundo o censo americano de 2000, a sua população era de 1995 habitantes.
Em 2006, foi estimada uma população de 2174, um aumento de 179 (9.0%).

## Geografia
De acordo com o United States Census Bureau tem uma área de
12,2 km², dos quais 12,1 km² cobertos por terra e 0,1 km² cobertos por água.

## Localidades na vizinhança
O diagrama seguinte representa as localidades num raio de 24 km ao redor de Dry Ridge.